# Taufbecken (Jugazan)

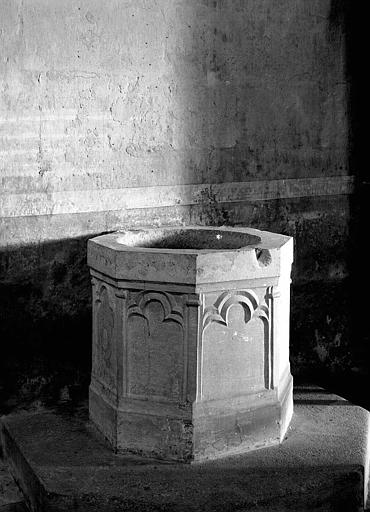
Taufbecken in Jugazan

Das Taufbecken in der Kirche St-Martin in Jugazan, einer französischen Gemeinde im Département Gironde der Region Nouvelle-Aquitaine, wurde um 1500 geschaffen. 
Im Jahr 1908 wurde das spätgotische Taufbecken als Monument historique in die Liste der denkmalgeschützten Objekte (Base Palissy) in Frankreich aufgenommen.
Das achteckige Taufbecken wurde aus einem Steinblock geschaffen. Es ist an den Außenseiten mit Dreipassbögen verziert.